# Pseudomystus stenogrammus
Pseudomystus stenogrammus es una especie de peces de la familia Bagridae en el orden de los Siluriformes.

## Morfología
Los machos pueden llegar alcanzar los 13,33 cm de longitud total.

## Distribución geográfica
Se encuentra al sur de Borneo (Indonesia ).